# Никольский, Александр Николаевич
Александр Николаевич Никольский (11 сентября 1894, Погребены, Бессарабская губерния — 15 октября 1975) — советский хозяйственный, государственный и политический деятель.

## Биография
Родился в 1894 году в селе Погребены. Член РСДРП(б) с 1917 года.
С 1918 года — на хозяйственной, общественной и политической работе. В 1918—1948 гг. — участник Гражданской войны, участник затопления черноморских военных судов по приказу Ленина, командир бронепоезда «Власть Советам!», революционер-подпольщик в Бессарабии, руководитель подпольной партконференции в Яссах, секретарь подпольного областного комитета КП Бессарабии, член подпольного Политбюро ЦК КП Румынии, политический заключённый, бежал, на хозяйственной работе в СССР, директор Московского завода имени Будённого, на руководящих должностях на ж.-д. транспорте СССР.
Участник Великой Отечественной войны.
Умер в Москве в 1975 году.